# 接口消息處理機

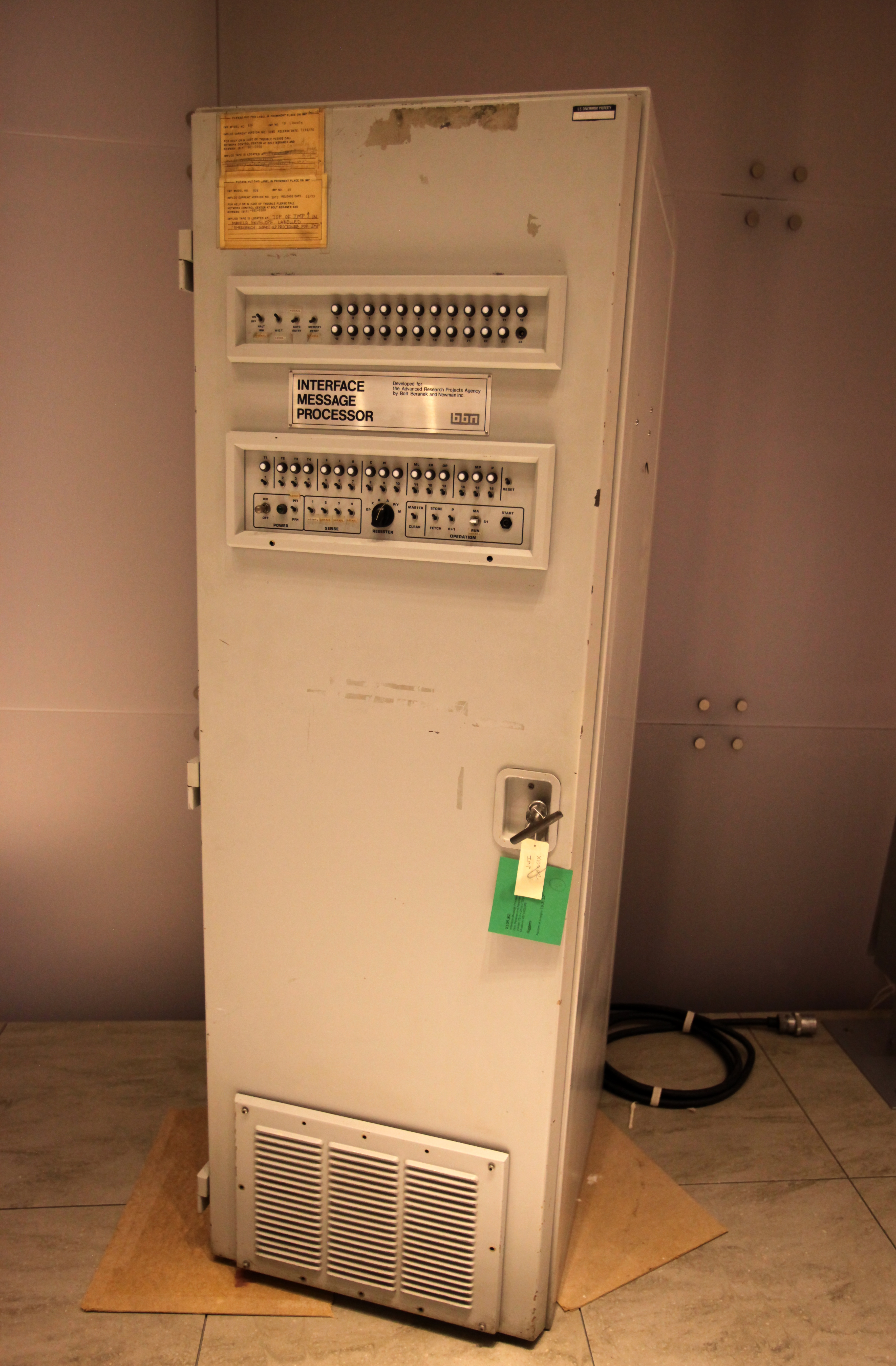
接口消息处理机

接口信息处理器（Interface Message Processor，IMP）是20世纪60年代末至1989年間与ARPANET互连的網絡的分组交换节点。它是第一代网关，是現今路由器的前身。接口消息處理機是一台霍尼韦尔DDP-516小型计算机，它带有特殊用途的接口和软件。